# 山内真
山内 真（やまのうち しん）は、日本のイラストレーター、キャラクターデザイナー。新決戦 スーパービックリマンチョコ（ロッテ、1991-）、セガのシャイニング・シリーズ他を手がけている。

## 作品
- シャイニング・ウィズダム（セガ、1995）マップ・イラストレーション
- シャイニング・ザ・ホーリィアーク（セガ、1996）キャラクターデザイン・イラストレーション
- シャイニング・フォースIII シナリオ1 王都の巨神（セガ、1997）キャラクターデザイン・イラストレーション
- シャイニング・フォースIII シナリオ2 狙われた神子（セガ、1998）キャラクターデザイン・イラストレーション
- シャイニング・フォースIII シナリオ3 氷壁の邪神宮（セガ、1998）キャラクターデザイン・イラストレーション
- シャイニング・フォースIII プレミアムディスク（セガ、1998）キャラクターデザイン・イラストレーション
- マリオテニス64（任天堂、2000）
- 黄金の太陽 開かれし封印（任天堂、2001）キャラクターデザイン・イラストレーション
- 黄金の太陽 失われし時代（任天堂、2002）キャラクターデザイン・イラストレーション
- マリオゴルフ ファミリーツアー（任天堂、2003）
- 黄金の太陽 漆黒なる夜明け（任天堂、2010）キャラクターデザイン・イラストレーション